# سفيتلانا كوروليوفا
سفيتلانا يوريفنا كوروليفا (الروسية:Светлана Юрьевна Королёва، مواليد 1983) عارضة أزياء روسية وحاملة لقب ملكة جمال سابقة بعدما توجت بمسابقة ملكة جمال روسيا 2002 في يونيو 2002، بعد دخولها في تنافس مع 69 متسابقة من مناطق مختلفة من روسيا، حيث مثلت مدينتها الرئيسية في بتروزافودسك, في العام نفسه توجت في مسابقة ملكة جمال أوروبا 2002 والتي أقيمت في العاصمة اللبنانية بيروت.

## روابط خارجية
سفيتلانا كوروليوفا على إنستغرام